# Parque Estadual da Serra do Tabuleiro
O Parque Estadual da Serra do Tabuleiro é uma unidade de conservação brasileira de proteção integral à natureza, com território distribuído pelos municípios catarinenses de Florianópolis, Palhoça, Santo Amaro da Imperatriz, Águas Mornas, São Bonifácio, São Martinho, Imaruí e Paulo Lopes.
Com uma área de 84 130 ha, Serra do Tabuleiro é a maior unidade de conservação de proteção integral do estado de Santa Catarina.

## Dados Gerais
O Parque Estadual da Serra do Tabuleiro foi criado em 1 de novembro de 1975, por iniciativa dos botânicos Pe. Raulino Reitz e Roberto Miguel Klein, através do Decreto Estadual 1.260/75. Com uma área de 84 130 ha, corresponde a aproximadamente 1% do território de Santa Catarina. A gestão do parque está a cargo do Instituto do Meio Ambiente de Santa Catarina (IMA) .

## Importância
O Parque protege uma grande biodiversidade e abundância de recursos naturais, sendo o local onde nascem vários rios que abastecem de água potável a região da Grande Florianópolis, entre eles o Rio Cubatão do Sul, e rios que abastecem cidades de outras regiões, como Paulo Lopes e Imbituba.

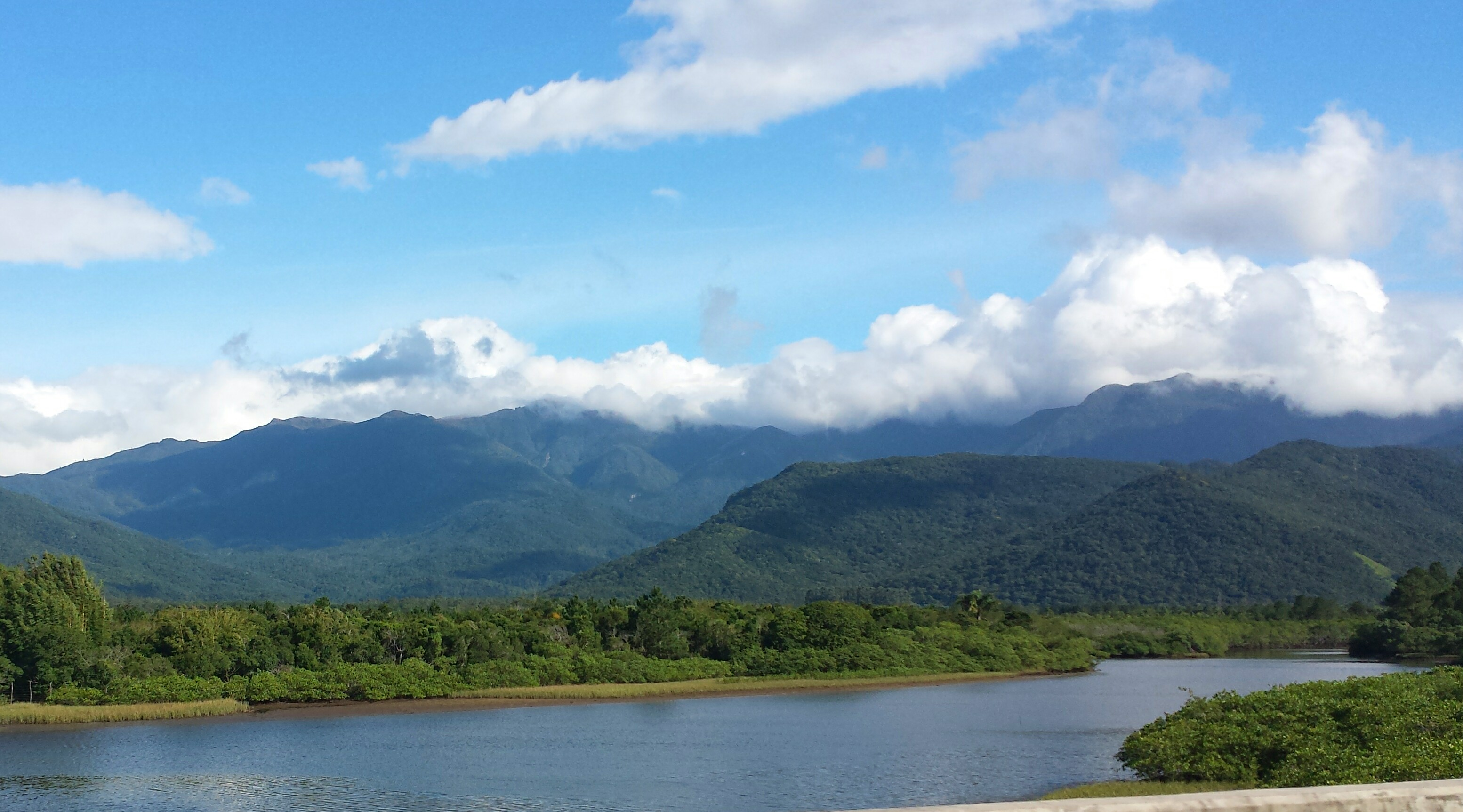
Rio Massiambu que nasce no Parque, prestes a desaguar na sua foz, próxima da BR 101 no município de Palhoça.

A beleza das paisagens preservadas, entre elas rios, vales e morros como o Morro do Cambirela, movimenta o turismo e a economia da região, sendo também fonte de diversas pesquisas científicas e atividades educativas nos centros de visitantes do Parque. Hotéis e instâncias turísticas têm florescido gradativamente na região graças à sua preservação.
O Parque também protege, além de várias espécies ameaçadas de extinção, um dos maiores e mais importantes criadouros naturais de aves marinhas do Brasil, o arquipélago de Moleques do Sul.
Apesar disso, o parque sofre desde sua criação, em determinadas áreas registrando crimes ambientais como incêndios criminosos para favorecer construções irregulares, contaminação dos rios por agrotóxicos, esgotos e caça ilegal.

## Centro de Visitantes

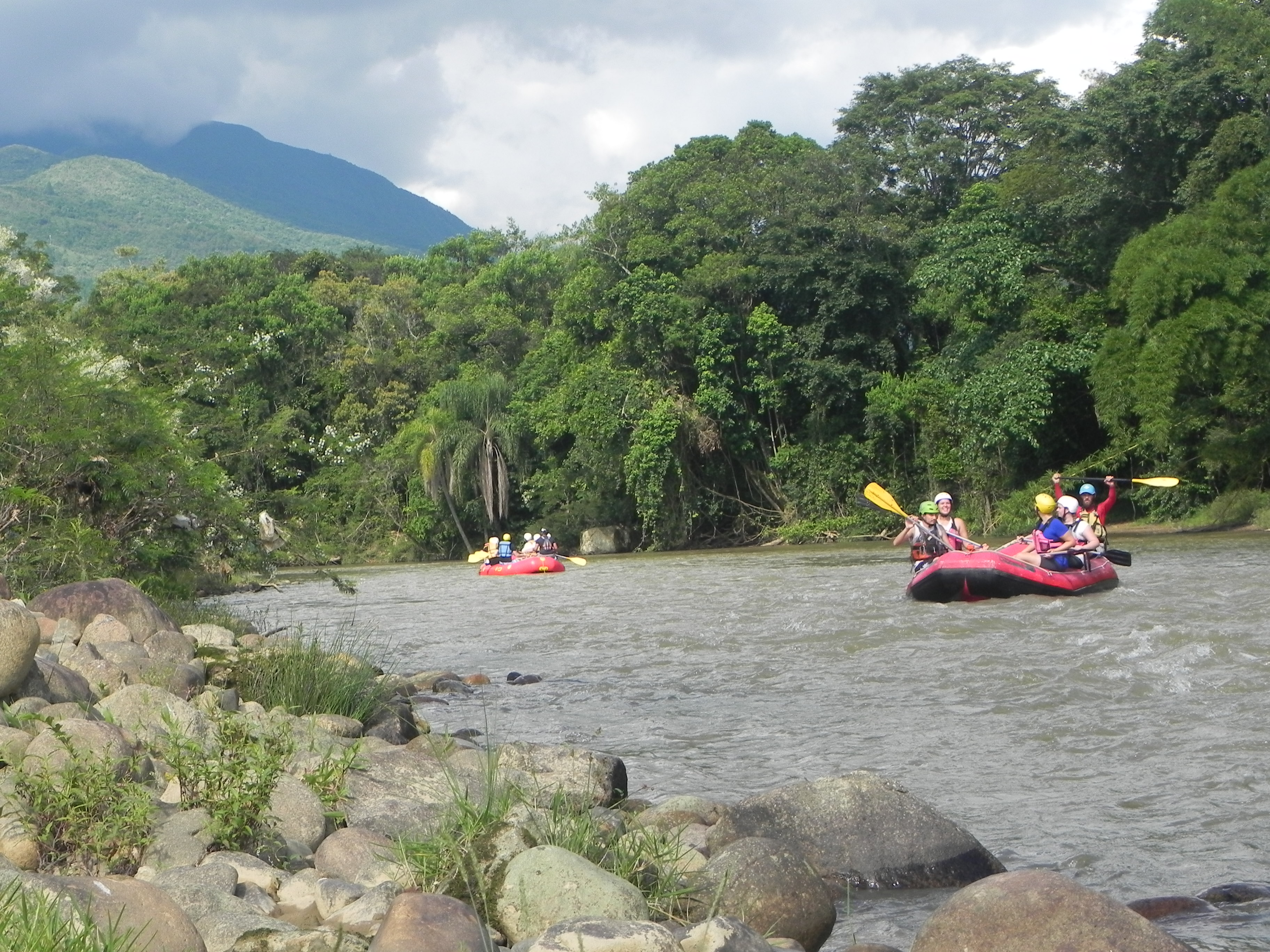
Rafting no Rio Cubatão do Sul, cujas nascentes se encontram na Serra do Tabuleiro.

O Parque do Tabuleiro possui três Centros de Visitantes: o primeiro fica localizado na sede do Parque, às margens da BR-101, a aproximadamente 40 km de Florianópolis - no município de Palhoça. Há ainda o Centro Temático das Águas, em Imaruí, e o Centro Temático da Terra, no município de São Bonifácio.

## Ecossistemas

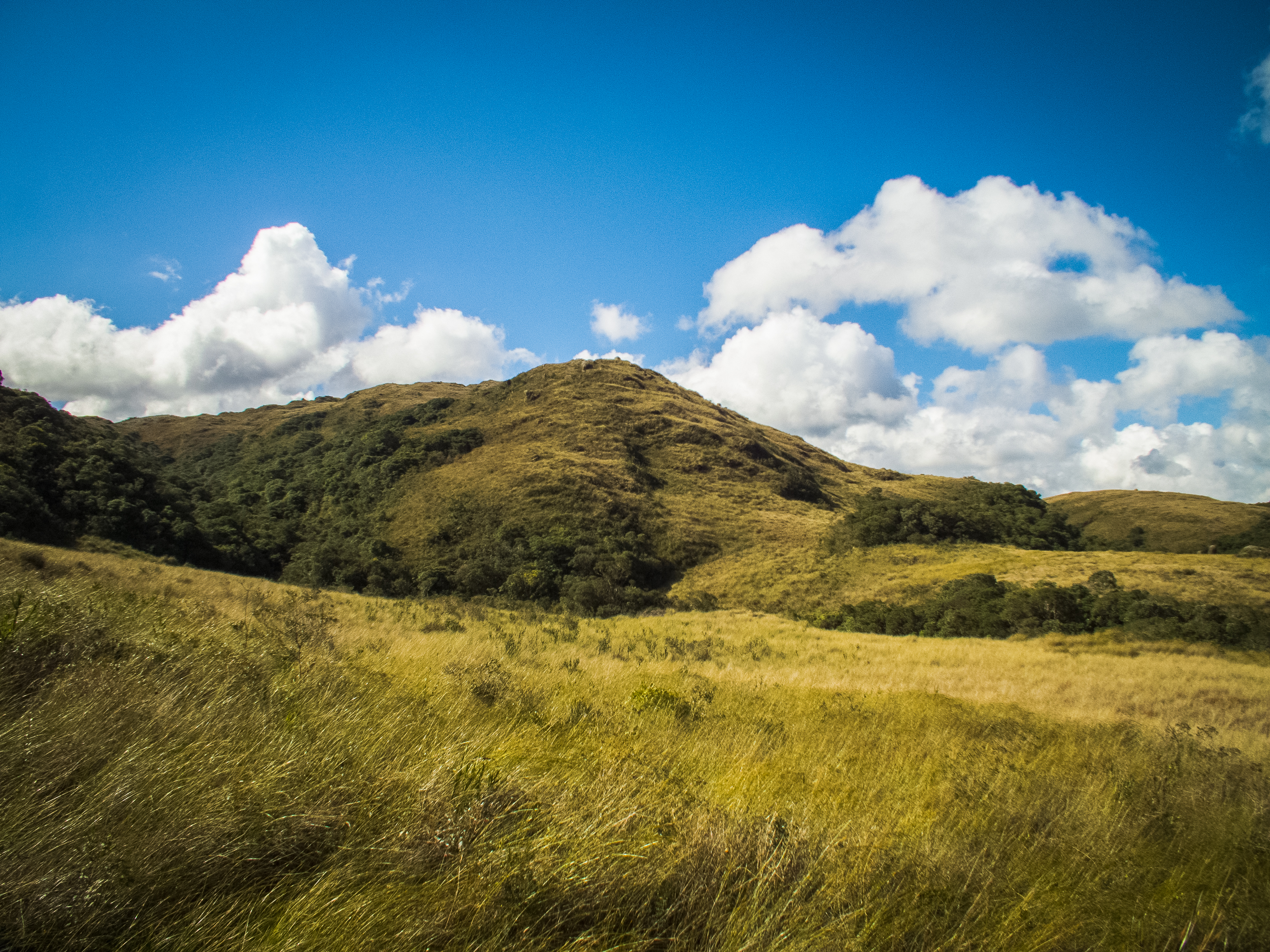
Campos de altitude no topo do Parque: ecossistemas únicos preservados nas áreas mais altas da serra

O Parque protege cinco dos seis ecossistemas encontrados no Estado de Santa Catarina: na planície costeira são encontrados os ecossistemas de Restinga e Manguezal. As encostas da Serra do Mar são o domínio dos ecossistemas de Floresta de Encosta, Floresta de araucária, e dos Campos de Altitude.
Além disso, também abarca o arquipélago de Moleques do Sul, o maior criadouro natural de aves marinhas de Santa Catarina, e um dos mais importantes do Brasil. Outras pequenas ilhas da região também estão incluídas dentro de sua área.
Todos esses ecossistemas pertencem ao bioma Mata Atlântica, um dos mais biodiversos do mundo e também dos mais ameaçados. O Parque é considerado zona núcleo da Reserva da Biosfera da Mata Atlântica, instituído pela UNESCO.

## Biodiversidade

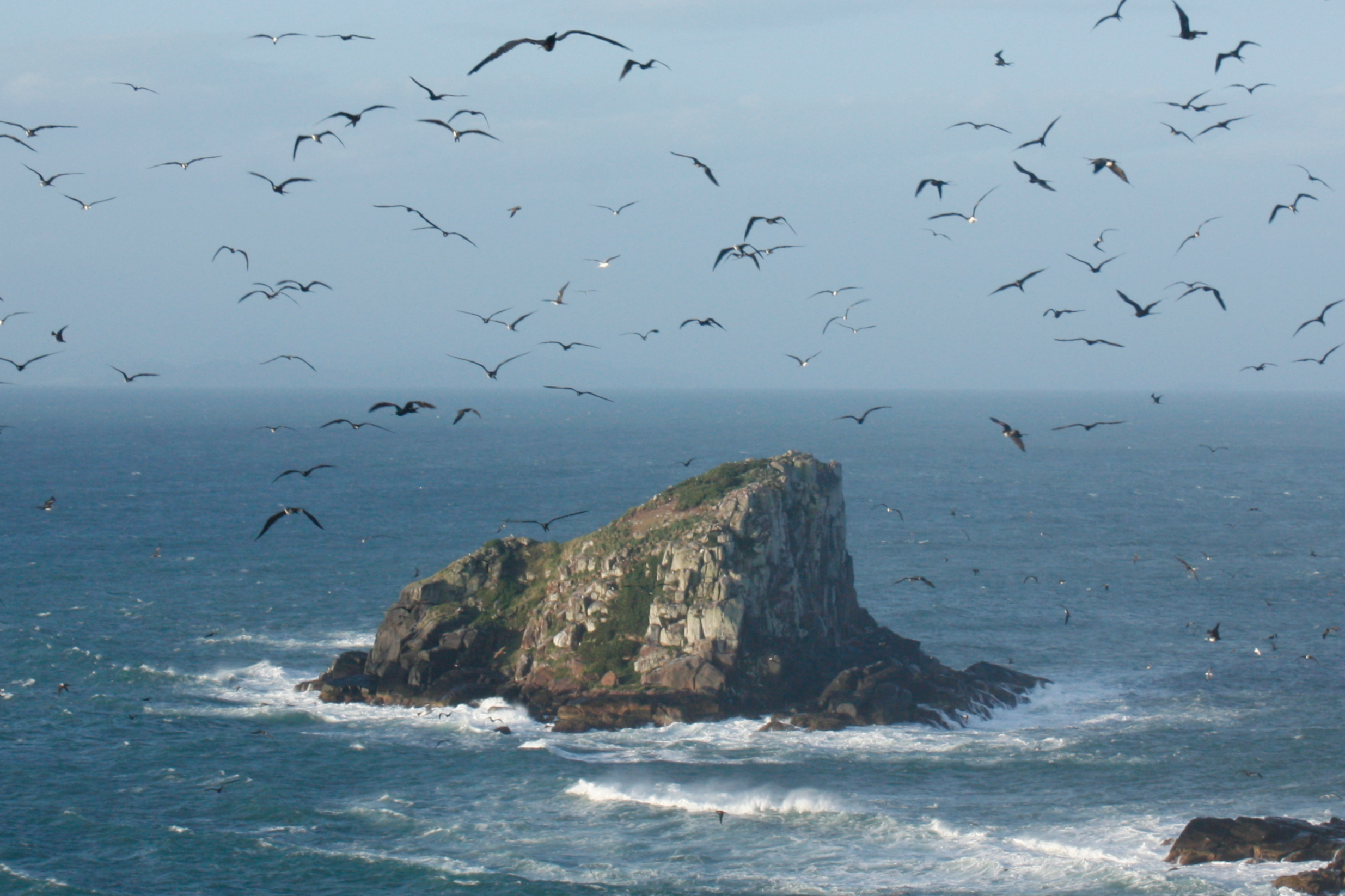
Ilhas Moleques do Sul, área marinha preservada do Parque Estadual da Serra do Tabuleiro

Entre os animais registrados e protegidos no Parque estão animais de grande e médio porte ameaçados de extinção, como o puma, anta, jacaré-de-papo-amarelo, macaco bugio, gato-do-mato-pequeno e gato-maracajá.

Também há muitos outros animais de médio porte, como a jaguatirica, capivara,macaco-prego, cachorro-do-mato, cateto e a paca.

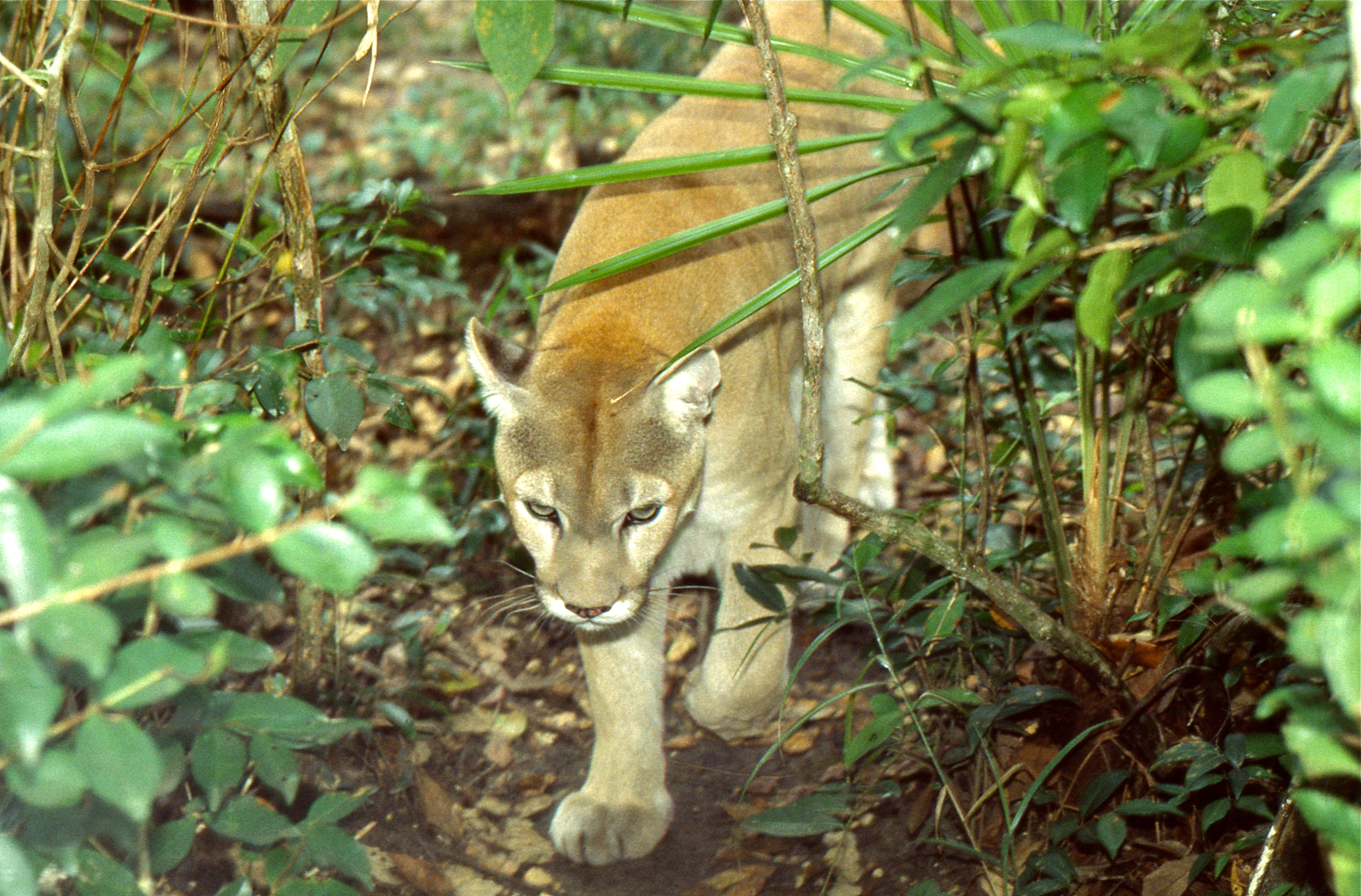
Puma, grande felino em risco de extinção, ainda presente no Parque Estadual da Serra do Tabuleiro.

Um dos mamíferos mais raros do planta, o preá das Ilhas Moleques do Sul, também está protegido graças à criação do Parque. Além deles, entre os pequenos mamíferos protegidos nesta Unidade de Conservação estão o macaco-prego, a cutia, tamanduá-mirim e gambás. Cabe ainda destacar que mamíferos exóticos, como o sagui-de-tufos-brancos e o sagui-de-tufos-pretos também estão presentes no Parque.
A avifauna é outro destaque do Parque, composta por vários tipos de tucanos, varios tipos de papagaios, periquitos e araras, falcões, bens-te-vi, dentre outros.
Aves marinhas das mais diversas, residentes ou migratórias, também utilizam as Ilhas Moleques do Sul como local de descanso e nidificação.